# ويبر (بدجريقة)

ويپر ومالكته جولي هايوارد.

ويپر هو الاسم الذي أُطلق على إحدى البدجريقات المُستَأنسة قاطنة بلدة وينتون بمقطاعة الأرض الجنوبيَّة في نيوزيلندة. حصّد هذا الطائر شهرةً واسعةً في بلده الأم بسبب مظهره الخارجيّ الفريد، إذ أن ريشه فائق الطول لولبيّ الشكل، كما أن صوته يختلف بشكلٍ واضح عن صوت بني جنسه، وهذا يعود لامتلاكه إحدى الطفرات النادرة.
اعتنت مالكته به بعد أن نبذته أمّه بعد فترةٍ من الفقس، فألِف البشر وعايشهم منذ صغره، ولعلَّ هذا الانفصال المُبكر عن نوعه هو ما وًلَّد عنده هذا الصوت الغريب، فهو لم يألفهم أو يَعتد سماعهم، وفي وقتٍ لاحق أُضرت درَّاتٍ أخرى كي يُخالطها، فلمَّا حصل هذا أخذ يُصدر أصواتًا شبيهةً بها كما كان ينبغي أن يحصل لو عاش برفقتها.

## الطفرة
أعلن بيطري ويپر الخاص أن هذا الطائر يُمكن اعتباره مُتحولاً. والطفرات ليست بغريبةٍ عن البدجريقة فهي مألوفةٌ عندها وعند غيرها من الطيور، غير أنه يُحتمل أن تتسبب لها بمشكلات صِحيَّة.
تتسبب المورثات اللونيَّة للبدجريقة بظهور الكثير من الطفرات عند هذا النوع من الببغاوات، غير أن طفرة ويپر الفريدة عِبارة عن ريشاتٍ طويلةٍ لولَبيَّة أو جعداء، وجناحين قصيرين لا يُعينان على الطيران، وعمىً ظاهريّ. يُعتقد أن هذه الطفرة، المعروفة عند مُربي الدرَّات باسم «منفضيّة الريش» هي ما تسبب بنموّه دون كابح، مما جعل الطائر يظهر على هذا الشكل الأشعث.

## ظهوره في وسائل الإعلام
- صفحة مُعجبي ويپر «صفحة مُعجبين مُخصصة للحديث عن كل ما يتعلق بالبدجريقة ويپر»
- ظاهرة من U-Zoo، المملكة المُتحدة (يوتيوب): «طائرٌ غريب الشكل بحق»
- الظهور الأوَّل (يوليو 2004)«طائرٌ غريب في عيادةٍ بيطريَّة محليَّة»
- مُقابلة مع إذاعة هونكونوي گولد (صوتيَّة): «يُسقسقُ وحيدًا مع مالكته، على محطته الإذاعيَّة المُفضلة»